# قرار مجلس الأمن التابع للأمم المتحدة رقم 2650
صدر قرار مجلس الأمن التابع للأمم المتحدة رقم 2650 بالإجماع في 31 أغسطس 2022، الذي مدد حتى 31 آب / أغسطس 2023 قوة الأمم المتحدة المؤقتة في لبنان اليونيفيل. تم ذلك بناء على طلب من مجلس الوزراء الثالث لنجيب ميقاتي كحكومة لبنان الحالية. بلغ عدد صفحات القرار بترجمته إلى العربية عشرة صفحات.

بدات ديباجة القرار بالنص التالي
ان مجلس الأمن إذ يشير إلى جميع قراراته الســـابقة بشأن لبنان لا سيما 425 (1978)ق 426 (1978) 1884 ق (2008) 1832 ق (2007) 1773 ق (2006) 1701 ق (2006) 1680 ق (2004) 1559 ق (2014) 2172 ق (2013) 2115 ق (2012) 2064 ق (2011) 2004 ق (2010) 1937 ق (2009) 2539 ق (2019) 2485 ق (2018) 2433 ق (2017) 2373 ق (2016) 2305 ق (2015) 2236 ق (2020) ق 2591 (2021)،

## روابط خارجية
- نص القرار